# Los bellos durmientes
Los bellos durmientes es una obra de teatro de Antonio Gala, estrenada en 1994.

## Argumento
Diana y Claudio son una pareja de éxito: jóvenes, guapos, triunfadores, ambiciosos. Han conocido el éxito en la vida profesional, pero en su ámbito privado, se encuentran vacíos, en letargo. Hasta que conocen a Marcos, que tiene una concepción de la vida diametralmente opuesta. Nieves, la madre de Diana, se unirá a esa catarsis en la que se han iniciado, y que los llevará a encontrar su propia realidad interior.

## Estreno
En el Teatro Coliseum de Santander el 18 de agosto de 1994.
- Dirección: Miguel Narros.
- Intérpretes: Amparo Larrañaga (Diana), María Luisa Merlo (Nieves), Eusebio Poncela (Marcos), Carlos Lozano (Claudio).